# Чемпионат Уругвая по футболу (Дивизион Интермедиа)
Дивизион Интермедиа (исп. Divisional Intermedia de Fútbol de Uruguay, дословно — Промежуточный футбольный дивизион Уругвая) — футбольный турнир в Уругвае, проводившийся с 1915 по 1971 год под эгидой Ассоциации футбола Уругвая. С 1915 по 1941 год включительно занимал второе место в системе лиг чемпионата страны. С 1942 по 1971 год включительно занимал третье место в системе лиг. Затем его место занял Второй дивизион B Насьональ. Название турнира означает «Промежуточный дивизион».

## История
С 1900 по 1912 год в Уругвае существовал только один дивизион, в котором и выявлялся чемпион страны. С ростом числа клубов появилась необходимость в организации низших дивизионов. В 1913 году появился дивизион Экстра («Дополнительный дивизион»), но он выступал в качестве второго уровня в системе лиг лишь два года и с 1915 года его место занял дивизион Интермедиа, а Экстра стал третьим дивизионом. Таким образом Интермедиа, название которого переводится как «Промежуточный», в действительности занял промежуточное положение между «Первым» и «Дополнительным» дивизионами.
В 1942 году был организован Второй профессиональный дивизион, занявший второе место в системе уругвайских лиг, а дивизионы Интермедиа и Экстра опустились на один уровень, став третьим и четвёртым дивизионами соответственно.
В 1972 году дивизион Интермедиа был упразднён. Вместо него был организован третий по уровню дивизион, де-факто — полупрофессиональный, несмотря на то, что многие годы формально назывался любительским (в разные годы он назывался Примера C (Primera C), Любительская лига Метрополитана (Liga Amateur Metropolitana), с 2007 по 2016 год — Второй любительский дивизион (Segunda División Amateur)), а четвёртый дивизион был вовсе упразднён — его роль на региональном уровне стала выполнять Организация футбола Интериора, появившаяся в 1946 году.
В 1937—1940 годах чемпион дивизиона Интермедиа играл стыковые матчи с последней командой элитного дивизиона (в те годы он назывался «Золотой дивизион» — División de Oro). Чемпиону дивизиона Интермедиа лишь однажды удалось обыграть последнюю команду Примеры — в 1937 году «Ливерпуль» был сильнее «Расинга» по итогам трёх матчей. Однако из-за решения увеличить число участников в итоге «Расинг» сохранил себе место в элите. В остальных случаях верх брали слабейшие команды Примеры.
Четыре клуба выигрывали дивизион Интермедиа по четыре раза («Колон», «Прогресо», «Мар-де-Фондо» и «Уругвай Монтевидео»), однако «Колон» трижды становился победителем этого турнира, когда тот был вторым по значимости дивизионом страны, «Прогресо» — дважды, в то время как «Мар-де-Фондо» и «Уругвай Монтевидео» все четыре раза побеждали в третьем уровне чемпионата Уругвая. Столичный «Расинг» все три свои победы также одержал до 1941 года.
| годы      | Уровни в структуре лиг чемпионата Уругвая | Уровни в структуре лиг чемпионата Уругвая | Уровни в структуре лиг чемпионата Уругвая | Уровни в структуре лиг чемпионата Уругвая |
| --------- | ----------------------------------------- | ----------------------------------------- | ----------------------------------------- | ----------------------------------------- |
| годы      | 1                                         | 2                                         | 3                                         | 4                                         |
| 1900—1902 | Примера                                   |                                           |                                           |                                           |
| 1903—1912 | Примера                                   | Сегунда                                   |                                           |                                           |
| 1913—1914 | Примера                                   | Сегунда                                   | Экстра                                    |                                           |
| 1915—1941 | Примера                                   | Интермедиа                                | Экстра                                    |                                           |
| 1942—1971 | Примера                                   | Сегунда                                   | Интермедиа                                | Экстра                                    |
| 1972—1978 | Примера                                   | Сегунда                                   | Первый любительский                       | Примера D                                 |
| 1972—н.в. | Примера                                   | Сегунда                                   | Первый любительский                       | Регионы                                   |

## Список чемпионов
В качестве второго уровня в системе лиг чемпионата Уругвая
- 1915 — Дублин (1)
- 1916 — Чарли (1)
- 1917 — Мисьонес
- 1918 — Бельграно (1)
- 1919 — Ливерпуль
- 1920 — Лито (1)
- 1921 — Рампла Хуниорс (1)
- 1922 — Белья Виста
- 1923 — Расинг
- 1924 — Капурро (1)
- 1925 — Колон
- 1926 — Суд Америка (1)
- 1927 — Колон
- 1928 — Сентраль (1)
- 1929 — Расинг
- 1930 — Расинг (3)
- 1931 — Колон
- 1932 — Вильсон (1)
- 1933 — Монтевидео Олимпия (1)
- 1934 — Мароньяс (1)
- 1935 — Мирамар (1)
- 1936 — Сан-Карлос (1)
- 1937 — Ливерпуль (2)
- 1938 — Прогресо
- 1939 — Прогресо
- 1940 — Серро
- 1941 — Серро (2)

В качестве третьего уровня в системе лиг чемпионата Уругвая
- 1942 — Феникс
- 1943 — Данубио (1)
- 1944 — Оливоль (1)
- 1945 — Баия (1)
- 1946 — Канильитас
- 1947 — Артигас (1)
- 1948 — Не завершён
- 1949 — Феникс (2)
- 1950 — Уругвай Монтевидео
- 1951 — Серрито
- 1952 — Мар-де-Фондо
- 1953 — Канильитас (2)
- 1954 — Колон (4)
- 1955 — Уругвай Монтевидео
- 1956 — Прогресо
- 1957 — Уругвай Монтевидео
- 1958 — Мар-де-Фондо
- 1959 — Белья Виста (2)
- 1960 — Уракан Бусео
- 1961 — Мар-де-Фондо
- 1962 — Ла-Лус (1)
- 1963 — Прогресо (4)
- 1964 — Платенсе (1)
- 1965 — Уругвай Монтевидео (4)
- 1966 — Рентистас (1)
- 1967 — Уракан Бусео (2)
- 1968 — Альто Перу (1)
- 1969 — Мар-де-Фондо (4)
- 1970 — Серрито (2)
- 1971 — Мисьонес (2)

## Стыковые матчи победителей турнира Интермедиа со слабейшими клубами Примеры (1937—1940)
| Год  | Команды                         | Результат     |
| ---- | ------------------------------- | ------------- |
| 1937 | Ливерпуль (II) — Расинг (I)     | 4:1, 1:4, 1:0 |
| 1938 | Ливерпуль (I) — Прогресо (II)   | 3:1, 2:3, 2:1 |
| 1939 | Прогресо (II) — Белья Виста (I) | 2:1, 0:2, 0:3 |
| 1940 | Белья Виста (I) — Серро (II)    | 2:0, 4:0      |

## Титулов по клубам
| №     | Клуб               | 2 уровень | 3 уровень | Итого |
| ----- | ------------------ | --------- | --------- | ----- |
| 1     | Колон              | 3         | 1         | 4     |
| 2     | Прогресо           | 2         | 2         | 4     |
| 3-4   | Мар-де-Фондо       |           | 4         | 4     |
| 3-4   | Уругвай Монтевидео |           | 4         | 4     |
| 5     | Расинг             | 3         |           | 3     |
| 6-7   | Ливерпуль          | 2         |           | 2     |
| 6-7   | Серро              | 2         |           | 2     |
| 8-9   | Белья Виста        | 1         | 1         | 2     |
| 8-9   | Мисьонес           | 1         | 1         | 2     |
| 10-13 | Канильитас         |           | 2         | 2     |
| 10-13 | Серрито            |           | 2         | 2     |
| 10-13 | Уракан Бусео       |           | 2         | 2     |
| 10-13 | Феникс             |           | 2         | 2     |
| 14-26 | Бельграно          | 1         |           | 1     |
| 14-26 | Вильсон            | 1         |           | 1     |
| 14-26 | Дублин             | 1         |           | 1     |
| 14-26 | Капурро            | 1         |           | 1     |
| 14-26 | Лито               | 1         |           | 1     |
| 14-26 | Мароньяс           | 1         |           | 1     |
| 14-26 | Мирамар            | 1         |           | 1     |
| 14-26 | Монтевидео Олимпия | 1         |           | 1     |
| 14-26 | Рампла Хуниорс     | 1         |           | 1     |
| 14-26 | Сан-Карлос         | 1         |           | 1     |
| 14-26 | Сентраль           | 1         |           | 1     |
| 14-26 | Суд Америка        | 1         |           | 1     |
| 14-26 | Чарли              | 1         |           | 1     |
| 27-34 | Альто Перу         |           | 1         | 1     |
| 27-34 | Артигас            |           | 1         | 1     |
| 27-34 | Баия               |           | 1         | 1     |
| 27-34 | Данубио            |           | 1         | 1     |
| 27-34 | Ла-Лус             |           | 1         | 1     |
| 27-34 | Оливоль            |           | 1         | 1     |
| 27-34 | Платенсе           |           | 1         | 1     |
| 27-34 | Рентистас          |           | 1         | 1     |